# Dvorišće (żupania sisacko-moslawińska)
Dvorišće – wieś w Chorwacji, w żupanii sisacko-moslawińskiej, w mieście Glina. W 2011 roku liczyła 99 mieszkańców.